# Castle Hill (California)
Castle Hill è un census-designated place (CDP) degli Stati Uniti d'America, situato in California, nella contea di Contra Costa.